# Выворачивание сферы
Выворачивание сферы — процесс перемены местами внешней и внутренней поверхностей сферы в трёхмерном пространстве в рамках условий дифференциальной топологии. Допускается самопересечение поверхностей, но в каждый момент времени она не имеет разрывов и сохраняет гладкость. Другими словами, образ сферы в каждый момент деформации должен оставаться дифференцируемым.
Возможность выворачивания сферы была впервые открыта американским математиком Стивеном Смейлом. Представить конкретный пример такого преобразования достаточно сложно, поэтому этот результат называют парадоксом Смейла.
Для наглядности объяснения было создано множество визуализаций.

## Формулировка
Пусть {\displaystyle f\colon \mathbb {S} ^{2}\to \mathbb {R} ^{3}} есть стандартное вложение сферы в трёхмерное пространство.
Тогда существует непрерывное однопараметрическое семейство гладких погружений {\displaystyle f_{t}\colon \mathbb {S} ^{2}\to \mathbb {R} ^{3},\ \ t\in [0,1]}, такое, что {\displaystyle f_{0}=f} и {\displaystyle f_{1}=-f}.

## История
Возможность выворачивания сферы была впервые открыта американским математиком Стивеном Смейлом в 1957 году.
Рауль Ботт, дипломный консультант Смейла, сначала заявил, что результат очевидно неверен. Он объяснил это тем, что при таком преобразовании должна сохраняться степень отображения Гаусса. Например, нет такого преобразования  для окружности в рамках плоскости. Однако для трёхмерного пространства степени отображений Гаусса у {\displaystyle f} и у {\displaystyle -f} в {\displaystyle \mathbb {R} ^{3}} обе равны 1 и не имеют противоположные знаки, вопреки ошибочному предположению. Степень отображения Гаусса для всех погружений {\displaystyle \mathbb {S} ^{2}} в {\displaystyle \mathbb {R} ^{3}} равна 1, таким образом нет никаких препятствий.

## Вариации и обобщения
- Выворачивание сферы можно осуществить также в классе {\displaystyle C^{1}}-гладких изометрических погружений.[2]
- Шестимерная сфера {\displaystyle S^{6}}, вложенная в семимерное евклидово пространство {\displaystyle \mathbb {R} ^{7}}, также допускает выворачивание наизнанку. Вместе с нульмерной сферой {\displaystyle S^{0}} (двумя точками) на прямой {\displaystyle \mathbb {R} } и двумерной сферой {\displaystyle S^{2}} в {\displaystyle \mathbb {R} ^{3}} это единственные возможные случаи, когда сфера {\displaystyle S^{n}}, вложенная в {\displaystyle \mathbb {R} ^{n+1}}, допускает выворачивание наизнанку.
  - Более того, справедлива теорема Смейла — Кайзера: любые два погружения сфер {\displaystyle S^{n}} в {\displaystyle \mathbb {R} ^{n+1}} регулярно гомотопны тогда и только тогда, когда {\displaystyle n=0,2,6}. Для всех остальных {\displaystyle n} вложенные сферы с разными ориентациями не являются регулярно гомотопными. [3]
- H-принцип — общий способ решения подобных задач.